# Hagen (Rin del Nord-Westfàlia)
Hagen és una ciutat de Renània del Nord-Westfàlia, Alemanya, situada a la regió del Ruhr, a la seva vora oriental. Hagen es troba a només 15 km al sud de Dortmund, on els rius Lenne, Volme i Ennepe s'uneixen amb el riu Ruhr. La població de la ciutat és d'uns 188.687 habitants (2021). La ciutat és la seu de la FernUniversität Hagen, que és l'única universitat d'educació a distància a Alemanya finançada per un estat, actualment compta amb més de 67.000 estudiants (març 2010), i és la universitat més gran d'Alemanya.

## Història

### Edat Mitjana
En historiografia, la zona d'Hagen va aparèixer per primera vegada als Annals de Lorsch (Annales Laureshamenses). L'any 775, prop dels límits de la ciutat de Dortmund sobre l'estuari del Ruhr-Lenne, Hohensyburg (Sigiburg) a Saxònia va ser conquerida per les tropes de l'emperador Carlemany.
El poble i la parròquia de Hagen eren relativament insignificants a l'edat mitjana i estaven políticament, econòmicament i socialment darrere de les ciutats fundades als voltants, especialment Iserlohn i el comtat veí de Limburg. En lloc de "Dorf Hagen" o "Kirchspiel Hagen" també es va parlar de la "Freiheit Hagen" (ciutat menor), pertanyent al comtat d'Arnsberg.

### Primera modernitat
Amb la fundació del Lange Riege, Hagen va guanyar una importància econòmica creixent a partir del segle xvii. El Lange Riege es va construir a Eilpe l'any 1661 i era un assentament de forjadors amb diversos molins de martell i fargues accionats per aigua. L'assentament s'estén al llarg del Selbecker Bach prop de la seva confluència amb el Volme.
Un gran incendi el 1724 va destruir una part important dels edificis de Hagen. Amb l'ajuda de l'administració estatal prusiana, Hagen va poder ser reconstruït en poc temps.
El setembre de 1746, un canvi de llei fiscal va ser decretat gràcies a una aportació del conseller de guerra i fiscal Michael Christian Göring, que vivia a Hagen. Fins ara, la investigació no ha trobat una data exacta de quan Hagen es pot anomenar oficialment ciutat .
Des de 1817 Hagen va ser la seu d'una oficina i un districte dins del districte administratiu d'Arnsberg. El 1837 es va introduir l'ordenança municipal revisada i un magistrat. En el curs de la industrialització, Hagen es va connectar a la xarxa de la companyia ferroviària Bergisch-Märkische el 1848 i es va convertir en un important nus ferroviari.
Cap a l'any 1865 Hagen havia superat Iserlohn, la ciutat que abans havia estat líder al Sud-Westfàlia pel que fa a població i poder econòmic. Juntament amb Iserlohn, Hagen ha representat el centre cultural, administratiu i econòmic del sud del comtat de Mark des de mitjans del segle xix.

### Primera Guerra Mundial i Segona Guerra Mundial
Hagen va viure un apogeu durant l'Imperi Alemany de 1871 a 1914. A causa de la urbanització i la industrialització, la ciutat es va convertir en el centre principal de tota la regió al sud del Ruhr. El 1887, Hagen es va separar administrativament del districte de Hagen i es va convertir en una ciutat independent.
En els anys posteriors al canvi de segle, el banquer i mecenes Karl Ernst Osthaus va portar a la ciutat molts arquitectes importants, com Henry van de Velde, Peter Behrens i Walter Gropius. Van establir la reputació de Hagen com un enllaç entre l'Art Nouveau i el Modernisme (" Hagener Impulse"). El centre d'aquesta iniciativa va ser el Museu Folkwang i la (rudimentària) ciutat jardí de Hohenhagen.
Afavorit per la posició de Hagen com a nucli de transport ferroviari, Peter Klöckner va construir un gran alt forn i acer, la Hasper Hütte, a la ciutat veïna de Haspe, que encara era independent en aquell moment. Un grup local del NSDAP existia a Hagen des de la primavera de 1922. La població de la ciutat va superar els 100.000 habitants el 1928, fent de Hagen una ciutat important. A través de noves incorporacions, aquest va augmentar a uns 150.000 habitants el 1939. Durant el pogrom de novembre de 1938, la sinagoga de Potthofstrasse, que havia estat construïda el 1859, va ser destruïda. Durant l' època nazi, persones d'origen jueu també van ser assetjades i assassinades als camps de concentració de Hagen. Durant la Segona Guerra Mundial, el centre de la ciutat de Hagen va ser gairebé completament destruït per diversos atacs aeris, manera que només les parts adjacents de la ciutat segueixen sent l'estil guillerminà que reflecteixen el caràcter arquitectònic de la ciutat. La nit de l'1 d'octubre de 1943, 243 Lancaster i 8 mosquits del Comandament de Bombers de la Royal Air Force van atacar la ciutat. Segons el Bomber Command Campaign Diary, "Aquesta incursió va ser un èxit total aconseguit en un objectiu completament cobert de núvols de mida petita, amb només un esforç de bombarder moderat i amb un cost insignificant". Hagen va patir danys greus per aquella incursió, i centenars de civils van ser assassinats. Els edificis històricament interessants de l'"Impuls Hagener" es van conservar en gran part a causa de la seva ubicació lluny del centre de la ciutat. L'exèrcit nord-americà va ocupar finalment Hagen entre el 14 i el 17 d'abril de 1945. En altres llocs d'Alemanya, la guerra va continuar fins a principis de maig. La guerra va acabar finalment el 8 de maig amb la rendició incondicional de la Wehrmacht. Més de 2.200 persones van morir en els bombardeigs. Moltes persones que havien estat bombardejades van haver de ser evacuades (en alguns casos fins a Rügenwalde/Hinterpommern). Més de 10.000 ciutadans de Hagen havien mort en acció al front.

### Període de postguerra
Després de la Segona Guerra Mundial, Hagen es trobava a la Zona Britànica d'ocupació. A les dècades de 1950 i 1960, Hagen va experimentar un altre creixement ràpid, expandint-se principalment a les planes més planes del nord. El centre de la ciutat actual es troba, doncs, al sud de la zona residencial principal.
La creença en el progrés i la creixent motorització van fer desaparèixer les restes dels edificis històrics de l'interior de la ciutat, a part del traçat històric dels carrers que es va mantenir. No obstant això, els plans per a una ciutat amiga dels cotxes, que hauria de conduir el trànsit de cotxes per la ciutat mitjançant carreteres elevades, només es van realitzar parcialment. Un testimoni d'aquests anys és avui una carretera alta del pont d'Altenhagener, que porta prop dels pisos superiors d'una filera històrica d'edificis antics.
Una altra carretera elevada és el pont Volmetal d' Eilpe, de 1740 metres de llarg. No només nombrosos edificis a Hagen van haver de donar pas a l'ampliació de la carretera, sinó que el 1976 també es va suspendre el servei de tramvia.

### Finals del segle XX fins a l'actualitat
L'1 de gener de 1970, Hagen va ser ampliada per Waldbauer. Tanmateix, aquesta incorporació va ser cancel·lada després d'una decisió judicial el 18 de desembre de 1970. Waldbauer es va independitzar de nou i es va incorporar a la ciutat de Breckerfeld l'1 de gener de 1975 per la Llei Sauerland/Paderborn .
A principis de la dècada de 1970, arran de la crisi de l'acer, la indústria pesant a Hagen va començar a declinar. Hasper Hütte es va tancar completament entre 1972 i 1982, Gussstahlwerke Wittmann va fer fallida i dues de cada tres plantes de Stahlwerke Südwestfalen es van tancar. Altres pèrdues de llocs de treball van afectar la indústria alimentària amb les cerveseries Bettermann i Andreas, els fabricants de pastisseria Villosa i Grothe i la planta de producció de Zwieback Brandt .
Des de l'1 de gener de 1975, la part oriental de l'àrea urbana de Hagen s'ha estès al territori de l'antic comtat de Limburg amb la ciutat fins ara independent de Hohenlimburg . A partir de finals de la dècada de 1970, algunes de les pèrdues de llocs de treball es van compensar amb la industrialització del Lennetal. Aquest últim va ser un dels factors decisius en l'intent d'incorporar Hohenlimburg, la indústria de la laminació en fred del qual era econòmicament estable i va generar un augment de llocs de treball.
A la dècada de 1970 es va obrir la zona de vianants al centre de la ciutat.
A principis de la dècada de 1980, Hagen es va fer un nom com el "Liverpool de la nova onada alemanya ". Molts músics i bandes reconegudes d'aquest tipus de música (entre elles Nena, Extrabreit i les germanes Annette i Inga Humpe) tenen les seves arrels a Hagen.
A la dècada de 1980, Hagen va poder mantenir-se econòmicament contra els seus veïns del nord de Dortmund, Witten i Bochum. Fins ara, la taxa mitjana d'atur està al voltant de 3 punts percentuals per sota de la mitjana de les ciutats de la zona del Ruhr. La taxa d'atur a Hagen era del 10,2% el juliol de 2012 i del 8,1% el novembre de 2012.
Econòmicament, Hagen va patir una nova pressió a la dècada de 1990 a causa de la creixent globalització. Una altra onada de desindustrialització va començar en el sector siderúrgic, que es pot veure amb la quasi total desaparició d'empreses al Hohenlimburg Nahmertal. Al mateix temps, la població a Hagen tornava a disminuir. El 31 de desembre de 2012, el nivell d'endeutament de Hagen era d'1.383 milions d'euros.
Des dels anys 2000, s'han implementat nous projectes importants de construcció i conversió, que donen forma significativa al paisatge urbà de Hagen actual. Alguns exemples inclouen: el Volme i la galeria de l'Ajuntament, el redisseny de la Friedrich-Ebert-Platz i el pati de l'estació (Berliner Platz) i la construcció de l'Ajuntament a la Volme.
L'anomenada experiència de fons de l'estació de tren, un dels projectes de desenvolupament urbà més importants de Renània del Nord-Westfàlia, es va inaugurar el març de 2020.
A mitjans de juliol de 2021, Hagen va ser afectat per una inundació a causa de les fortes pluges. En particular, es van causar danys a Volmetal i Hohenlimburg.
L'agost de 2021, es va anunciar el descobriment d'una memòria cau d'artefactes nazis d'una casa. Un professor d'història va revelar un retrat pintat d'Adolf Hitler i medalles decorades amb àguiles i esvàstiques, un diari de 1945, una pistola, màscares de gas, artells de llautó i piles de documents. També s'assabenta que la casa va servir una vegada com a seu de la Nationalsozialistische Volkswohlfahrt.
El 15 de setembre de 2021, en el dia de Yom Kippur, es va evitar un presumpte atac amb antecedents islamistes a la sinagoga de Hagen.
Actualment Hagen conta amb una població de 188.687 habitants (2021) i el seu actual alcalde és Erik O. Schulz que es d'un partit independent i és alcalde des de l'any 2014.

## Economia
A causa de l'ús extensiu de l'energia hidràulica al llarg dels rius Ruhr, Lenne, Volme i Ennepe, el processament del metall va tenir un paper important a la regió de Hagen durant i fins i tot abans del segle XV. Als segles XVII i XVIII es van desenvolupar aquí les indústries tèxtils i siderúrgiques, així com la producció de paper.
A principis del segle XXI, Hagen és la llar de la Suedwestfaelische Industrie- und Handelskammer, així com Sparkasse Hagen, la caixa pública d'estalvis local. L'antiga seu del banc, la torre Sparkasse Hagen, va ser una fita regional fins a la seva demolició el 2004.
La ciutat està molt endeutada i està en procés de retallar els serveis de la ciutat per tal d'equilibrar el seu pressupost.
La ciutat ha capitalitzat l'exportació d'una gran varietat de pans, sobretot Hagenschmagenbrot, un pa fosc tradicional.
Dos bancs d'importància regional tenen la seva seu a Hagen: l' Sparkasse Hagen-Herdecke i el Märkische Bank (Volksbank). Amb nombroses associacions, clubs, moltes activitats culturals i d'oci, així com diverses oportunitats de compres, Hagen està classificat com un centre regional. Hagen competeix així amb les ciutats més grans dels voltants com Dortmund, Bochum i Wuppertal.

## Escut i nom de la ciutat
Justificació de l'escut (es veu mes a dalt): les onze fulles representen els onze districtes de Hagen (Mitte, Altenhagen, Boele, Emst, Dahl, Wehringhausen, Vorhalle, Eilpe, Haspe, Hohenlimburg i el districte universitari) i les cinc branques simbolitzen els cinc rius que condueixen a través de Hagen (Ruhr, Lenne, Volme, Ennepe i Hasperbach). Tanmateix, aquesta interpretació es posa en dubte perquè en el moment en què es va crear l'escut, els districtes actuals de Haspe, Hohenlimburg, Dahl i Boele encara no pertanyien a la ciutat de Hagen. A més, el districte universitari només existeix en llengua vernacla fins avui; En el moment en què es va crear l'escut, a Hagen no hi havia cap universitat. Antigament hi havia un escut amb un roure de Westfàlia amb tres torres sobre una corona de muralla . Quan Hagen va entrar al nombre de ciutats principals, la corona de la muralla va rebre cinc torres.
L'origen del nom "Hagen" no es coneix exactament. A finals de l'Edat Mitjana, el nom de camp Hagen es referia a un mur de terra baix amb pals, sovint connectats per vímets, per protegir una finca dels intrusos i evitar que el bestiar s'escapés. De vegades els matolls vius ocupaven el lloc de les estaques, l'arç amb l'hagrosa i els falcons. Aquí, a la seva cabana, el pagès estava assegut protegit i segur, se sentia còmode. Estimava les seves possessions. Qualsevol que s'interposi en el seu camí podria sentir-se incòmode fàcilment.
Tanmateix, aquesta interpretació de l'origen del nom no està avalada científicament i és vista de manera crítica per alguns historiadors. Altres estudiosos argumenten que el nom "Hagen" deriva del port. La ubicació de la ciutat sobre quatre rius es veu com una indicació d'això.

## Atraccions de la ciutat
Hagen acull el LWL-Freilichtmuseum Hagen o Hagen Westphalian Open-Air Museum, una col·lecció d'instal·lacions industrials històriques. Oficis com la impremta, l'elaboració de cervesa, la ferreria, la mòlta i molts altres estan representats, no només amb exposicions estàtiques, sinó com a operacions vives i de treball en què els visitants poden participar en alguns casos. Es troba a prop de la comunitat Hagen d'Eilpe.

L' Historisches Centrum Hagen inclou el museu de la ciutat i el castell de Werdringen. A la cova de Blätterhöhle a Hagen es van trobar els fòssils més antics de la gent moderna de Westfàlia i el Ruhr. Alguns daten a principis del Mesolític, 10.700 anys AC. Sembla que els descendents dels pobles mesolítics d'aquesta zona van mantenir un estil de vida d'alimentació durant més de 2000 anys després de l'arribada de les societats agrícoles.

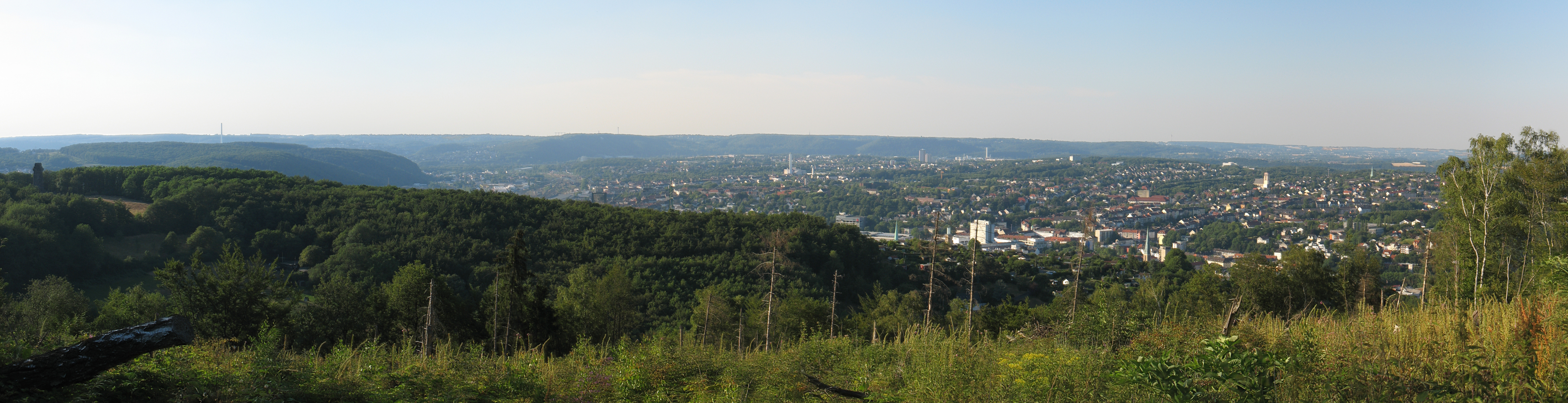
Vista paronàmica de Hagen (presa del bosc urbà de Hagen)

## Política

### Alcaldes i alcaldesses de Hagen
- 1746-1749: Heinrich Wilhelm Emminghaus
- 1749-1750: Heinrich Caspar Hiltrop
- 1750-1771: Johann Caspar Hücking
- 1771-1795: Heinrich Arnold Wulfingh
- 1795-1808: Peter Matthias Jule
- 1808–1809: Carl Johann Elbers I
- 1809-1821: Carl Ludwig Christian Dahlenkamp
- 1821-1823: Wilhelm Moellenhoff
- 1823-1827: Johann Conrad Putter
- 1827-1831: August Wille
- 1831-1832: Wilhelm Kamper
- 1832-1835: Johann Peter Aubel
- 1835-1837: Friedrich Kamper
- 1837-1849: Ferdinand Elbers
- 1849-1864: Johann Diedrich Friedrich Schmidt
- 1864-1876: Friedrich Dodter
- 1876-1900: August Prentzel
- 1901–1927: Willi Cuno, (FVP, des de 1918: DDP)
- 1927-1929: Alfred Finke (DDP)
- 1929–1933: Cuno Raabe (centre)
- 1933–1945: Heinrich Vetter (NSDAP)
- 1945: Werner Dönneweg (NSDAP, actuant del 18 d'abril al 18 de maig de 1945)
- 1945–1946: Ewald Sasse (CDU, del 18 de maig de 1945 actuant inicialment, després a temps complet)
- 1946–1956: Fritz Steinhoff (SPD)
- 1956-1963: Helmut Turck (SPD)
- 1963-1964: Fritz Steinhoff (SPD)
- 1964-1971: Lothar Wrede (SPD)
- 1971-1989: Rudolf Loskand (SPD)
- 1989: Renate Loechter (SPD)
- 1989-1999: Dietmar Thieser (SPD)
- 1999-2004: Wilfried Horn (CDU)
- 2004-2009: Peter Demnitz (SPD)
- 2009-2014: Jörg Dehm (CDU)
- 2014–Act: O. Schulz (independent)

## Fills il·lustres
- Charles Hallé (1819-1895), pianista i compositor musical.

## Ciutats germanes
Hagen està agermanat amb: 
- Liévin, França (1960)
- Montluçon, França (1965)
- Steglitz-Zehlendorf (Berlín), Alemanya (1967)
- Bruck an der Mur, Àustria (1974)
- Smolensk, Rússia (1985)
- Modi'in-Maccabim-Re'ut, Israel (1997)